# Carolina Pineda
Carolina Pineda (Granada, 1 de octubre de 1989) es una futbolista colombiana. Juega en la posición de centrocampista en el América de Cali y ha hecho parte de la selección nacional de fútbol colombiano.

## Carrera

### Selección nacional
Ha representado a Colombia en la Copa Mundial Femenina de Fútbol de 2015 en Canadá, así como en los Juegos Olímpicos del 2016 en Brasil.

#### Goles internacionales
| No. | Fecha                   | Sede                                                          | Rival             | Marcador | Resultado | Competición                          |
| --- | ----------------------- | ------------------------------------------------------------- | ----------------- | -------- | --------- | ------------------------------------ |
| 1   | 12 de marzo de 2014     | Estadio Bicentenario Municipal de La Florida, Santiago, Chile | Bandera de Brasil | 1–2      | 1-2       | Juegos Suramericanos                 |
| 2   | 19 de noviembre de 2014 | Unidad Deportiva Hugo Sánchez, Veracruz, México               | Bandera de Haití  | 1–0      | 3-0       | Juegos Centroamericanos y del Caribe |

### Clubes
| Club                    | País     | Año           |
| ----------------------- | -------- | ------------- |
| Generaciones Palmiranas | Colombia | - 2016        |
| Atlético Huila          | Colombia | 2017          |
| Independiente Santa Fe  | Colombia | 2017          |
| América de Cali         | Colombia | 2018-presente |

## Palmarés

### Campeonatos nacionales
| Título      | Club            | País     | Año  |
| ----------- | --------------- | -------- | ---- |
| Liga Águila | América de Cali | Colombia | 2019 |
| Liga Águila | América de Cali | Colombia | 2022 |